# 池东沅
池東沅（지동원，1991年5月28日—），韩国足球运动员，司職前鋒。現效力於韓職球會水原FC，他是前韩国国家队的成员。

## 球會生涯

### 早年
池東沅出身光阳制铁高中，曾短暫借用到雷丁受訓。

### 全南天龙
2010年在K联赛球队全南天龙开始职业足球生涯。

### 新特蘭
2011年6月30日，池東沅加盟英超球會新特蘭，簽約三年，轉會費金額200萬鎊。
2012年元旦，池東沅於補時射入一球絕殺榜首曼城，為新特蘭帶來最好的新年禮物。
2012/13年度英超球季沒有上陣紀錄。

### 奧格斯堡（外借）
2013年1月1日，英超球會新特蘭宣佈池東沅會外借至德甲球會奧格斯堡直至德甲2012/13年度球季結束。這次外借池東沅會遇上同様以外借身份加盟奧格斯堡的韩国国家足球队隊友具滋哲。

### 多蒙特
2014年1月17日，多蒙特已經在官方網站上宣佈，與南韓射手池東沅簽約四年，池東沅將在今年夏天正式加盟。2014年7月1日，池東沅加盟德甲球會多蒙特，身穿23號球衣。

### 回歸奧格斯堡
2014年12月24日，多蒙特官方網站宣佈韓國前鋒池東沅轉會奧格斯堡，立即生效，轉會費雙方約定不予透露。

## 國家隊生涯
由于池东沅在2010年亚足联U19青年锦标赛和2010年广州亚运会中表现出色，他被招入韩国国家队参加2011年亚洲杯足球赛的名单。2010年12月30日，他在和叙利亚的友谊赛中第一次代表国家队出战，并取得一球入球。
2018年12月21日，韩国公布2019年亚洲杯23人大名单，池东沅入选。

## 外部連結
- 池东沅的Instagram帳戶

- 足球数据库：池东沅的球员统计数据